# Богодушко, Евдокия Яковлевна
Евдокия Яковлевна Богодушко (14 марта 1902, Харьковская губерния — 19 января 1983, Сумская область) — свинарка Косовщинского колхоза имени В. И. Ленина Сумского района Сумской области Украины, Герой Социалистического Труда (1949).

## Биография
Родилась 14 марта 1902 года в селе Павловка (ныне — Белопольского района Сумской области) в крестьянской семье, украинка.
Трудовую деятельность начала в подсобных хозяйствах отдела рабочего снабжения Сумского машиностроительного заводу имени М. В. Фрунзе.
С 1937 года она — свинарка Косовщинского колхоза имени В. И. Ленина Сумского района. В 1948 году получила от каждой из 10 свиноматок по 25 поросят. Была передовиком сельскохозяйственного производства, инициатором социалистических соревнований.
Указом Президиума Верховного Совета СССР от 24 июня 1949 года свинарке Косовщинского колхоза имени В. И. Ленина Сумского района Богодушко Евдокии Яковлевне присвоено звание Героя Социалистического Tруда с вручением ордена Ленина и золотой медали «Серп и молот».
Жила в селе Косовщина Сумского района Сумской области. Умерла 19 января 1983 года. Похоронена на кладбище в селе Косовщина.
Награждена орденом Ленина, медалями.
Её имя выбито на памятном знаке землякам-героям в городе Белополье.